# Стадион Металург
Стадион Металург (рус. Металлург) је фудбалски стадион у Самари, у Русији и место је где се играју  Премијер лиге Русије клуба ФК Крила Совјетов. Изграђен је 1957. године. Стадион Металург има капацитет од 30.251 места од његовог последњег реновирања. Он је такође био више пута награђен дипломом ВЦСПС,  која оцењује квалитет свих спортских комплекса у Русији.